# 김수학 (1927년)
김수학(金壽鶴, 1927년 ~ 2011년 3월 16일)은 경북 경주 태생으로 대한민국의 군인, 공무원이다.

## 학력
- 육군사관학교 7기(1948년)
- 육군보병학교 졸업(1949년)
- 계명기독대학교 영어영문학과 학사(1961년)
- 국방대학교 행정학사 7기(1962년)

## 약력
- 육군 대령 예편
- 경상북도 대구시장
- 충청남도지사
- 경상북도지사
- 국세청장
- 한국토지공사 사장
- 신민주공화당 지방자치행정연대위원
- 자유민주연합 지방자치행정특보위원

## 가족 관계
- 배우자 : 주경이
  - 아들 : 김철수, 김성수
  - 딸 : 김호선

| 전임 태종학 | 제12대 경상북도 대구시장 1969년 10월 2일 ~ 1972년 6월 29일 | 후임 이규이 |

| 전임 정석모 | 제16대 충청남도지사 1973년 12월 10일 ~ 1974년 9월 2일 | 후임 서정화 |

| 전임 구자춘 | 제14대 경상북도지사 1974년 9월 2일 ~ 1978년 12월 25일 | 후임 김무연 |

| 전임 고재일 | 제4대 국세청장 1978년 12월 26일 ~ 1982년 5월 20일 | 후임 안무혁 |